# 醫療占星術
醫療占星術（Medical astrology，西方傳統上被稱為Iatromathematics或是Iatromathematica、Iatromathematici，另外也有稱為“Doctorly Calculations”）是占星術的分支學科，作為一門古老的醫療體系，這門占星術派是探討有關人的身體各部位、病症與醫藥聯結著太陽、月亮與各行星連同十二星座的作用下的醫療學派。因為每一個占星術的星座（signs，連同太陽、月亮和各行星）與人體不同的部位都有關連，所以醫療占星術便是從一個人的本命盤來斷定該人身、心、靈的健康狀態，這個觀點已反映出在醫學各領域當前的趨勢，確認最佳的健康狀態是取決於這三者之間的和諧平衡得，祂涵蓋占星術於健康與治療的所有用途。無論是使用本命盤（natal chart）或天宮圖（horoscope），亦或疾運盤（The Decumbiture Chart），必須在患者最初患病倒的地方和時刻起盤並且加以醫療上的運用。
將占星術應用於醫療領域上其實已經具有非常古老的根源，祂在世界上的古代文明之傳統醫療系統中始終發揮重要的作用，譬如：在印度、中國與埃及，而希臘－阿拉伯醫學（Graeco-Arabic Medicine）是醫療占星術最具代表的一門醫療系統；然而在歐洲中世紀晚期和近代早期（大約1450年～1700年），醫療占星術也到達了充分的開花結果的階段；基本上，毫無誇大的說：占星術在這段期間是主導一切事物的理論根源，許多知識體系是仰賴於祂並與之共生，或者以占星術的世界觀做參考。在醫學上的情況下，占星術賦予黃道管理身體各個部位、行星管理器官與系統，以及行星還管理疾病與醫藥。十二星座這門學科其實有許多獨特的用途和優點，祂的主要功能是提供一個徵兆，這裡還必須涉及其他領域的專業，像是體液學說、草藥。

## 歷史

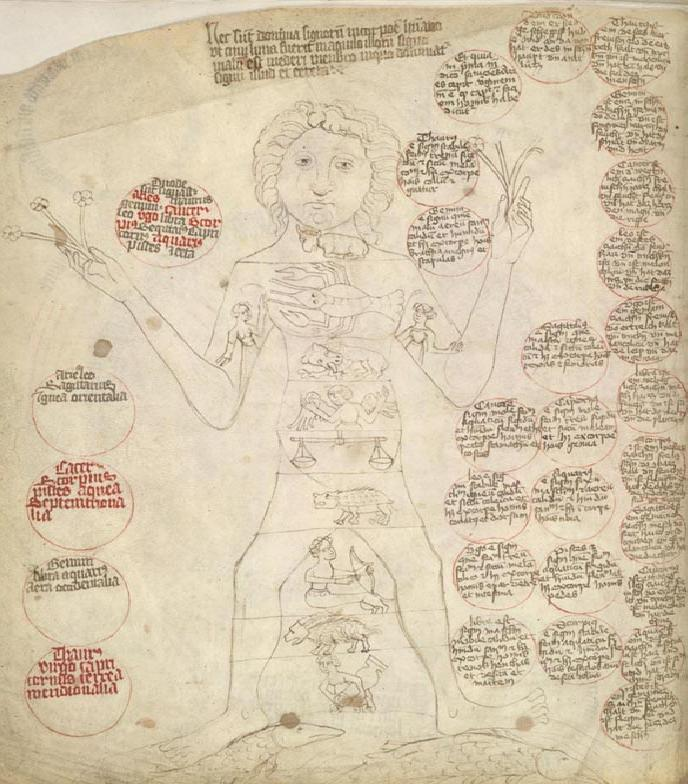
一幅1410年的黃道帶人（Zodiac Man or homo signorum）插圖，這一幅圖顯示出古時的十二星座與人體各部份之間維持聯結的關係。

將星座（黃道十二宮）與太陽、月亮以及其他行星的理論運用在醫療上的宗旨是一種相當古老的作法，起源於西元前2000年～西元前1000年的迦勒底祭司－醫師（priest-physicians），並且經由採用他們所創設的理論與醫療方式連帶的也激發出現代醫藥學理論。傳統希臘醫學更是多加的在運用以及實踐醫療占星術。古希臘醫聖希波克拉底（西元前460年～西元前377年），被認為是現代醫學之父以及他的希波克拉底誓詞（Hippocratic oath）是所有醫生宣誓的來源，本身是一位有學問修養的占星術家，他曾引述說醫生沒有占星術的知識，最好“自稱傻瓜而不是醫生”。希波克拉底的占星遺產文獻是一件奧妙的事，但是明顯可見他的重要觀念內容是以占星術的核心原則為骨幹而發展得，希氏還堅持讓自己學生學習占星術。醫療占星術可被視為希臘醫學的專科。蘇格拉底說，“人們，認識你自己。（Man, know thyself.）”，星盤描繪了一個人的本質天性和氣質，祂是希臘醫學所有診斷與治療的關鍵之處，連同令人難以置信的深度和複雜性在一起。
然而，讓占星術實踐在醫學上而到達了最典型的期間是在歐洲中世紀晚期（西元1450年），以及近代早期（西元1700年），並且占星術對歐洲醫療的影響是源自於阿拉伯國家的傳播輸入；醫療占星術或也可名為占星醫學、医药占星学是歐洲中世紀的重要學科與專業。在此期間，醫療從業者幾乎都要接受占星術的教育培訓，他們認為黃道十二宮的每一個星座和行星具有掌管著身體上各個不同部位，作為調理（控制）不同的疾病，以及作為影響不同藥物的效用，也因為如此他們把占星術導入治療技術用來協助診斷、預測，甚至治療。當時的醫學書籍即附有黃道帶人的插畫圖解。該圖像將有助於提醒執業醫師在對病患進行診斷時，占星術提供星座與行星已經影響到身體上哪一個部位的資訊，並辨認出潛在的疾病。治療時機將與占星術的星座（星象）一致。
十七世紀著名的草药兼內科医生尼古拉斯·卡爾佩珀（Nicholas Culpeper，1616年－1654年），他靠著占星術與草藥，依循著出生圖為病患進行診斷並且適當對該疾病做出治療。他讓人熟知的諺語為：“唯有占星家適合學習醫療以及醫療人士沒有占星術就像一盞無油的燈（Only astrologers are fit to study medicine and a medical man without astrology is like a lamp without oil.）”。

## 理論

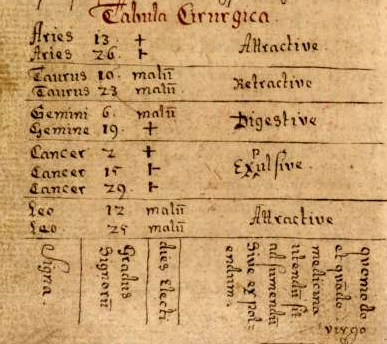
此圖表是來自於十八世紀冰島的手稿，連結占星日期與醫學上的準備。

通常人們認為天體上的運動會影響著天氣。因為如此，他們也相信類似的關係也存在於天體和人體之間；古埃及法老拉美西斯陵墓中所發現的天宮圖顯示出星體影響著人類所有的器官。由於醫療占星術脫胎於神秘哲學（Hermetic philosophy），其指導原則為：
如其在上，如其在下，如其在內，如其在外。
（As above, so below.  As within, so without.）
換句話說，人類身體的小宇宙反映著自然界的大宇宙和有序的完整體系。醫療占星術的宗旨，像世界上所有的偉大的傳統醫療系統，是協調個人的健康與自然的萬有生命力量和宇宙。
醫療占星術设想每一個黃道帶上的星座與人體各部位是有聯結關係得，並且是由馬庫斯·曼尼里烏斯（Marcus Manilius，西元一世紀）在他的史詩詩歌（8000诗句）《天文》（Astronomica）業已提及。黃道帶上的星座被認為是管理著整個人體的部位，涵蓋著身體從頭部（牡羊座）到腳趾（雙魚座），對應表格如下：
| 符號 | 星座   | 宮位     | 對應部位                                                     |
| ---- | ------ | -------- | ------------------------------------------------------------ |
|      | 牡羊座 | 第一宮   | 頭部，臉部，大腦，眼睛。                                     |
|      | 金牛座 | 第二宮   | 喉，頸，甲狀腺，聲道。                                       |
|      | 雙子座 | 第三宮   | 雙臂，肺臟，肩膀，雙手，神經系統，大腦。                     |
|      | 巨蟹座 | 第四宮   | 胸部，乳房，胃臟，消化道。                                   |
|      | 獅子座 | 第五宮   | 心臟，胸部，脊椎（spine），脊柱（spinal column），背部上方。 |
|      | 處女座 | 第六宮   | 消化系統，腸道（intestines，包含小肠大肠），脾臟，神經系統。 |
|      | 天秤座 | 第七宮   | 腎臟，皮膚，腰部，臀部。                                     |
|      | 天蠍座 | 第八宮   | 生殖系統，性器官，大腸（bowels），排泄系統。                 |
|      | 射手座 | 第九宮   | 臀部，大腿，肝臟，坐骨神經。                                 |
|      | 摩羯座 | 第十宮   | 膝蓋，關節，骨骼系統。                                       |
|      | 水瓶座 | 第十一宮 | 腳踝，小腿，循環系統。                                       |
|      | 雙魚座 | 第十二宮 | 雙腳，雙腳腳趾，淋巴系統，脂肪組織。                         |

西洋占星術中的行星也與身體內的某些部分和功能相關聯，對應表格如下：
| 符號               | 行星   | 對應部位                                               |
| ------------------ | ------ | ------------------------------------------------------ |
| 太陽               | 太陽   | 心臟，脊椎（spine）和一般的生命力。                    |
| 上弦月             | 月亮   | 胃臟，消化系統，女性器官，淋巴系統。                   |
| 水星               | 水星   | 大腦，中樞神經系統，甲狀腺，五官，雙手。               |
| 金星               | 金星   | 咽喉，腎臟，胸腺，觸感，卵巢。                         |
| 火星               | 火星   | 肌肉，頭部，腎上腺，嗅覺和味覺。                       |
| 木星               | 木星   | 肝臟，大腿，腳部，發育成長，腦下垂體。                 |
| 土星               | 土星   | 皮膚，頭髮，牙齒，骨骼，身體的防禦力（抵抗力），脾臟。 |
| 天王星             | 天王星 | 副甲狀腺，神經活動，靈氣或預感（aura）。               |
| 海王星             | 海王星 | 松果體，心理治療。                                     |
| 冥王星（代用符號） | 冥王星 | 胰腺，新陳代謝，排除功能。                             |

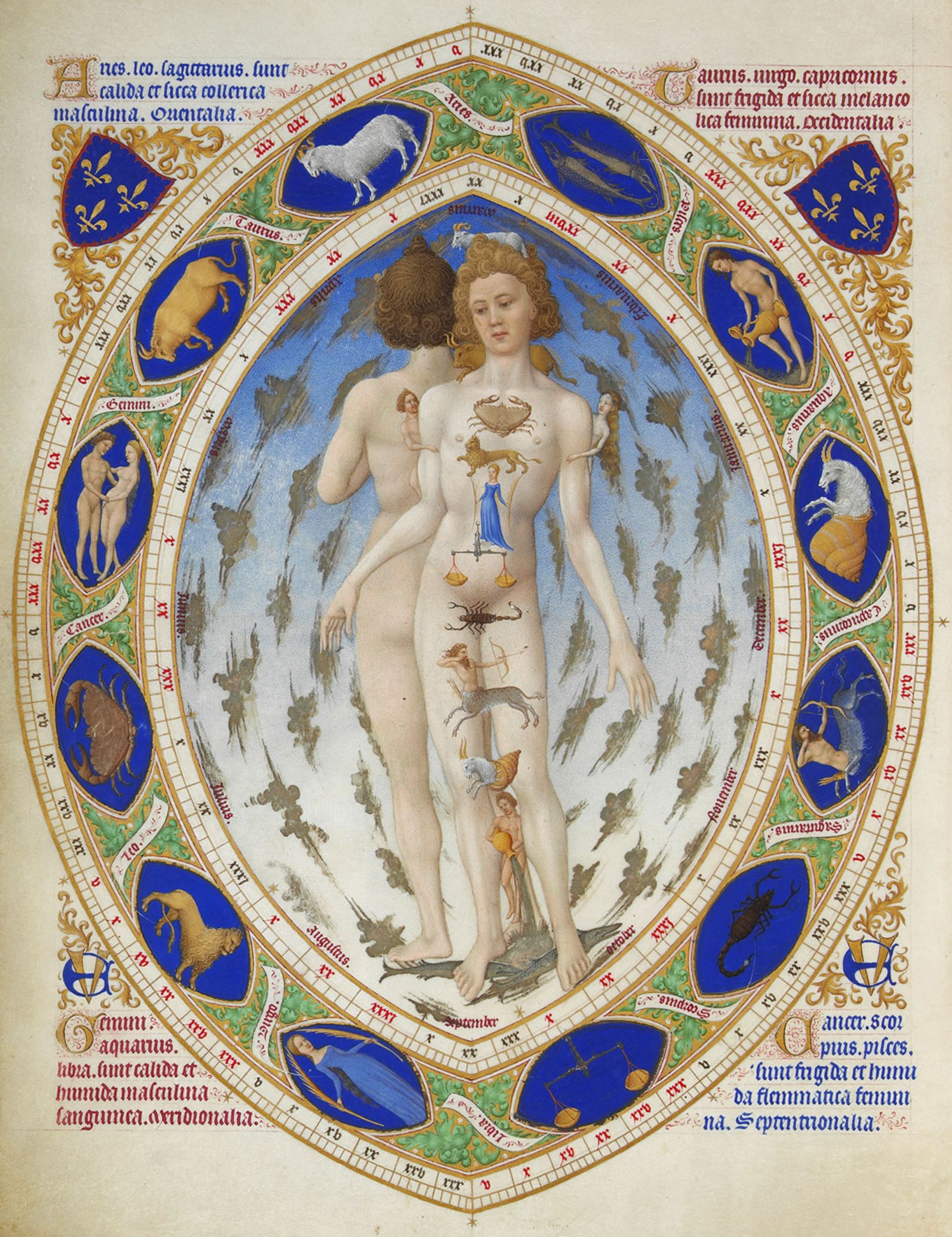
十二星座對應人體各部位圖解

根据古人记述，行星座落在黃道帶某個特定的星座上可以指示出人體一個弱點，在考察一個人的本命盤之後，醫療占星家能夠對客戶提供有關身體範圍方面之中他們最有可能遇到麻煩問題的忠告。例如，一個人與太陽、月亮、上升點，或者許多的行星進入牡羊座（白羊宮）被視為比其他人更具頭疼症狀因為牡羊座與頭部有相關聯。一個人與金牛座在本命盤中有強烈關聯預測會具有許多咽喉痛以及與聲音有關的問題因為金牛座與身體的特定部分有關聯。一個稱職的醫療占星家可以藉由分析一個人的本命盤，並且確定其身體的長處與短處、容易感受哪種類型的疾病狀態，以及營養不足與否。一般性的做法中第六宮會指出一個人的健康狀態，以及第一宮是表示肉體。如果有人患有背痛，然而，它卻有助於去了解到獅子座管理背部以及土星管理骨頭，尤其是脊椎。

### 本命盤與醫療占星術
從醫學的角度研究一個本命盤時的要點必須考慮以下四項：
- 太陽星座－此為生命力量，所以自然地非常的重要。太陽所進入的位置通常會顯示一個脆弱點，進入了牡羊座會顯示頭部方面的問題、而金牛座就是喉嚨的問題等等，其他星座皆依此類推──假如太陽進入任一個星座從而造成身體上的折磨，這樣的觀點更是如此適用。
- 月亮－生命力量的流動遍佈全身，流體有助於保持身體；另外也讓情緒和諧。
- 上升點；
- 第六宮。

## 體液學說

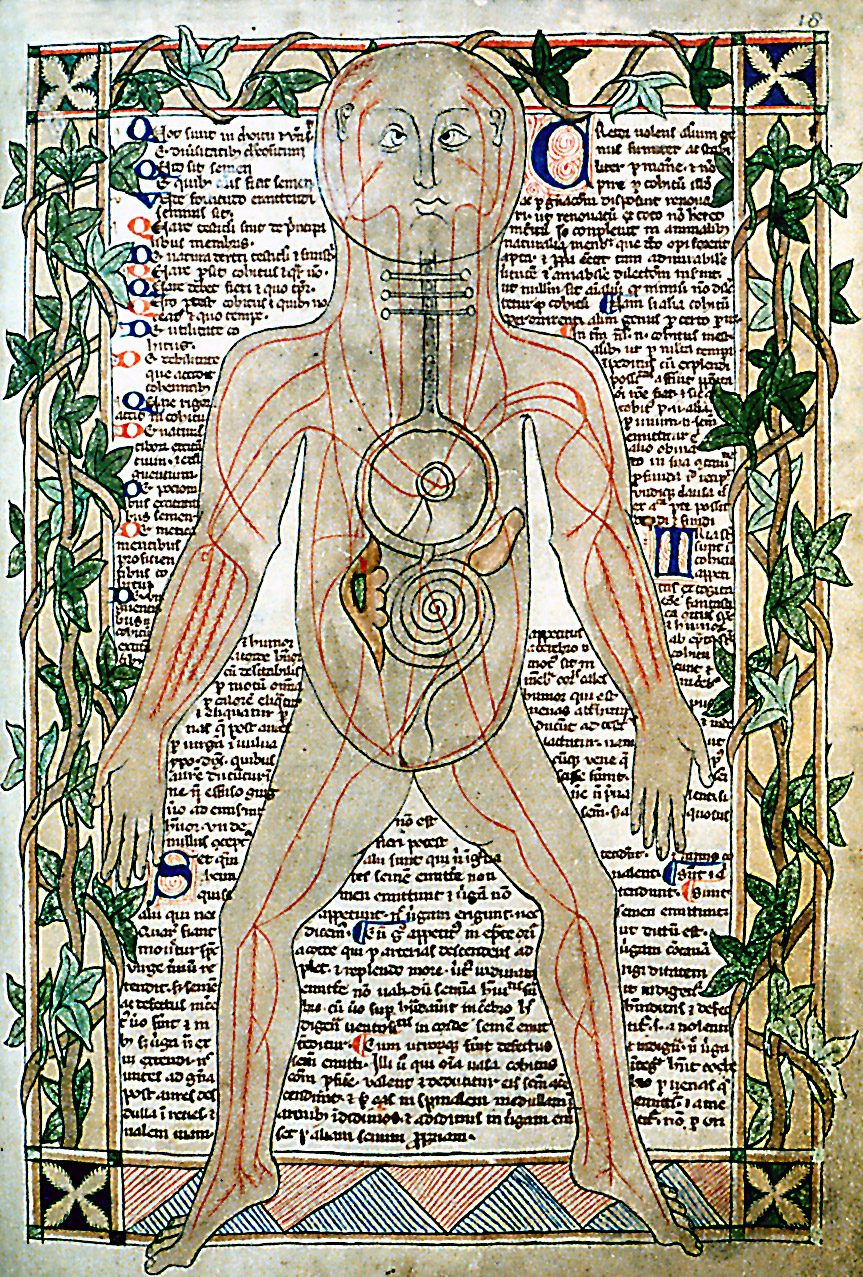
十三世紀插圖顯示出人體的靜脈

中世紀醫學的基本原則是體液的理論。這是派生自古代的醫學著作，以及主導整個西方醫學一直到十九世紀，才由近代的醫學理論接手。該理論指出在每一個人身上有四個體液 （humours），或者名為主要液體－黑膽汁、黃膽汁、黏液，以及血液，這些都是由身體各個器官所產生的，而且他們為了維持一個人的健康而不得不讓彼此間平衡著。過多的痰（黏液）在體內，例如，會引起肺部的問題；並且身體會試圖咳出痰來恢復平衡。體液在人體內的平衡可以通過飲食、醫藥，以及通過放血療法、使用水蛭來達到。四體液也與四季有關，黑膽汁－秋季，黃膽汁－夏季，黏液－冬季以及血液－春季。
體液學說擁有諸多特性，祂們成為有益於解釋日常生活中許多方面的重要依據，並且可以與占星術、面相學甚至音樂做連結。因而占星術上黃道帶的十二星座也被認為是與某些體液有關。即使是現在，有些人仍然使用“易怒”、“樂觀”、“冷靜（漠）”和“憂鬱”這些文字來形容個性。

## 六醫療軸

### 病理域
健康取決於體內平衡。
六軸醫療，以及它們各自的病理域，如下所示：
- 牡羊座／天秤座 － 肾軸（The Renal Axis）
- 金牛座／天蠍座 － 生殖軸（The Generative Axis）
- 雙子座／射手座 － 呼吸軸（The Respiratory Axis）
- 巨蟹座／摩羯座 － 营养／结构軸（The Nutritive / Structural Axis）
- 獅子座／水瓶座 － 循环軸（The Circulatory Axis）
- 處女座／雙魚座 － 消化／免疫軸（The Digestive / Immune Axis）

### 肾軸
| 占星術配組     | 醫療軸名稱 | 連結對應的人體部位 |
| -------------- | ---------- | ------------------ |
| 牡羊座／天秤座 | 腎軸       |                    |

### 生殖軸
| 占星術配組     | 醫療軸名稱 | 連結對應的人體部位 |
| -------------- | ---------- | ------------------ |
| 金牛座／天蠍座 | 生殖軸     |                    |

### 呼吸軸
| 占星術配組     | 醫療軸名稱 | 連結對應的人體部位 |
| -------------- | ---------- | ------------------ |
| 雙子座／射手座 | 呼吸軸     |                    |

### 营养／结构軸
| 占星術配組     | 醫療軸名稱   | 連結對應的人體部位 |
| -------------- | ------------ | ------------------ |
| 巨蟹座／摩羯座 | 营养／结构軸 |                    |

### 循环軸
| 占星術配組     | 醫療軸名稱 | 連結對應的人體部位 |
| -------------- | ---------- | ------------------ |
| 獅子座／水瓶座 | 循环軸     |                    |

### 消化／免疫軸
| 占星術配組     | 醫療軸名稱   | 連結對應的人體部位 |
| -------------- | ------------ | ------------------ |
| 處女座／雙魚座 | 消化／免疫軸 |                    |

## 占星與草藥
以下三個的表格包含元素、行星和星座所對應的占星草藥：
| 符號 | 元素   | 草藥 |
| ---- | ------ | --- |
|      | 土元素 | 鳳仙花（香脂），薔薇木，小豆蔻，快樂鼠尾草（Clary sage），香桃木，水仙，橡木苔（Oakmoss），廣藿香，玫瑰（薔薇），鼠尾草，甘松香（哪達），麝香草，香莢蘭，香根草，冬青。                                       |
|      | 水元素 | 樟樹（Camphor），小豆蔻，洋甘菊，丝柏，老鸛草，薑，忍冬，茉莉，檸檬，墨角蘭，蜜蜂花，艾草，沒藥，唇萼薄荷，檀木，甘松香（哪達），纈草，香莢蘭，依蘭。                                                         |
|      | 火元素 | 白芷，羅勒，月桂树，香柠檬，黑胡椒，胡蘿蔔，香柏，肉桂，丁香，芫荽，孜然，乳香，薑，牛膝草，杜松子，橘（Mandarin），橙花，肉豆蔻，橙（Orange），唇萼薄荷，小穀類（Petty grain），迷迭香，芸香，番紅花，檫木。 |
|      | 風元素 | 茴芹，香檸檬，葛縷子，快樂鼠尾草，蒔蘿，桉樹，小茴香，冷杉，老鸛草，薰衣草，香茅，萊姆，墨角蘭，香桃木，橙花，馬丁香（Palmarosa，亦名玫瑰草），胡椒薄荷，松樹，玫瑰（薔薇），鼠尾草，留蘭香，麝香草。         |

| 符號               | 行星   | 草藥 |
| ------------------ | ------ | --- |
| 太陽               | 太陽   | 白芷，月桂樹，香檸檬，胡蘿蔔，香柏，肉桂，乳香，杜松子，萊姆，橘（Mandarin），橙花，橙（Orange），迷迭香，而這些植物對心臟和循環有益。                                         |
| 上弦月             | 月亮   | 樟樹（Camphor），洋甘菊，忍冬，茉莉，膠薔樹，檸檬，艾草，沒藥，（也有許多夜間開花，白色的熱帶花卉）。包括可能影響潛意識活動的植物。生長在水澤的植物。                          |
| 水星               | 水星   | 茴芹，葛縷子，快樂鼠尾草（Clary sage），蒔蘿，桉樹，小茴香，薰衣草，香茅，水仙，胡椒薄荷，鼠尾草，留蘭香，蘇合香（storax），麝香草，冬青。                                     |
| 金星               | 金星   | 秘魯香脂，薔薇木，小豆蔻，丝柏，老鸛草，薰衣草，墨角蘭，香桃木，橡木苔（Oakmoss），馬丁香（Palmarosa，亦名玫瑰草），廣藿香，玫瑰（薔薇），檀木，麝香草，香莢蘭，香根草，依蘭。 |
| 火星               | 火星   | 羅勒，黑胡椒，胡蘿蔔，芫荽，孜然，薑，唇萼薄荷，小穀類（Petty grain），松樹，芸香，檫木。                                                                                      |
| 木星               | 木星   | 月桂樹，香檸檬，香柏，丁香，牛膝草，蜜蜂花，肉豆蔻，番紅花，鼠尾草，檀木。促進心智上積極面與發展的草藥。                                                                       |
| 土星               | 土星   | 快樂鼠尾草（Clary sage），丝柏，桉樹，冷杉，沒藥，橡木苔（Oakmoss），廣藿香，穗甘松（哪達），香根草。                                                                          |
| 天王星             | 天王星 | 藍色洋甘菊，桉樹，小茴香，萊姆，橙花。提供醫療上的刺激以及促進靈感之草藥。 |
| 海王星             | 海王星 | 忍冬，蜜蜂花，艾草，沒藥，檀木，穗甘松（哪達）。神秘的草藥有助於深層睡眠。 |
| 冥王星（代用符號） | 冥王星 | 茴芹，羅勒，丝柏，唇萼薄荷，纈草。被譽為有益的草藥利於提升生育能力。 |

| 符號 | 星座   | 掌管行星       | 擢升   | 三宮分類法 | 四象分類法 | 草藥                                                                                            |
| ---- | ------ | -------------- | ------ | ---------- | ---------- | ----------------------------------------------------------------------------------------------- |
|      | 牡羊座 | 火星           | 太陽   | （基本宮） |            | 月桂樹，黑胡椒，香柏，乳香，薑，小穀類（Petty grain），松樹，芸香，檫木。                       |
|      | 金牛座 | 金星           | 上弦月 | （固定宮） |            | 薔薇木，小豆蔻，老鸛草，茉莉，香桃木，橡木苔（Oakmoss），廣藿香，玫瑰（薔薇），麝香草，香莢蘭。 |
|      | 雙子座 | 水星           |        | （變動宮） |            | 蒔蘿，桉樹，小茴香，薰衣草，香茅，胡椒薄荷，留蘭香，蘇合香（storax）。                          |
|      | 巨蟹座 | 上弦月         | 木星   | （基本宮） |            | 樟樹（Camphor），胡蘿蔔，洋甘菊，忍冬，茉莉，檸檬。                                             |
|      | 獅子座 | 太陽           |        | （固定宮） |            | 月桂樹，肉桂，乳香，杜松子，橘（Mandarin），橙花，迷迭香，番紅花。                              |
|      | 處女座 | 水星           | 水星   | （變動宮） |            | 葛縷子，快樂鼠尾草（Clary sage），水仙，穗甘松（哪達），冬青。                                  |
|      | 天秤座 | 金星           | 土星   | （基本宮） |            | 絲柏，薰衣草，墨角蘭，香桃木，馬丁香（Palmarosa，亦名玫瑰草），玫瑰（薔薇），留蘭香，麝香草。   |
|      | 天蠍座 | 與（古典主星） | 天王星 | （固定宮） |            | 茴芹，羅勒，芫荽，孜然，絲柏，薑，膠薔樹，唇萼薄荷，松樹，芸香，纈草。                          |
|      | 射手座 | 木星           |        | （變動宮） |            | 白芷，香檸檬，香柏，丁香，芫荽，牛膝草，肉豆蔻，鼠尾草，番紅花。                                |
|      | 摩羯座 | 土星           | 火星   | （基本宮） |            | 快樂鼠尾草（Clary sage），橡木苔（Oakmoss），廣藿香，穗甘松（哪達），香根草。                   |
|      | 水瓶座 | 與（古典主星） |        | （固定宮） |            | 藍色洋甘菊，快樂鼠尾草（Clary sage），桉樹，小茴香，萊姆，冷杉，橙花。                          |
|      | 雙魚座 | 與（古典主星） | 金星   | （變動宮） |            | 忍冬，墨角蘭，蜜蜂花，艾草，檀木，穗甘松（哪達），依蘭。                                        |

## 相關書籍
- Cornell, H.L., M.D., The Encyclopaedia of Medical Astrology (1933), Astrology Classics [Abington, MD, 2010.]
- Culpepper, Nicholas（英语：Nicholas Culpepper）, Astrological Judgement of Diseases from the Decumbiture of the Sick (1655) ISBN 1-5381-0113-0
- Ficino, Marsilio, Three Books on Life (1489) [De vita libri tre] translated by Carol V. Kaske and John R. Clark, Center for Medieval and Early Renaissance Studies, State University of New York at Binghamton and The Reaissance Society of America (1989.) ISBN 0-86698-041-5
- Gailing, Stephanie, Planetary Apothecary, ISBN 978-1-58091-191-7
- Heindel, Max（英语：Max Heindel） & Heindel, Augusta Foss, The Message of the Stars (Part II: Medical Astrology （页面存档备份，存于）), ISBN 0-911274-18-9
- Heindel, Max & Heindel, Augusta Foss, Astro-Diagnosis – A Guide to Healing （页面存档备份，存于）, ISBN 0-911274-06-5
- Nauman, Eileen, Medical Astrology, ISBN 0-9634662-2-4
- Ridder-Patrick, Jane, A Handbook of Medical Astrology, ISBN 978-0-9551989-0-8
- Saunders, Richard（英语：Richard Saunders）, The Astrological Judgment and Practice of Physick (1677) ISBN 1-161-41322-7
- Lilly, William（英语：William Lilly）, Christian Astrology (1647)
- Warren-Davies, Dylan. 2000. Astrology and Health: A Beginner's Guide, 2nd ed. Hodder & Stoughton.
- Ada Muir: An Astrological Guide to Heal Yourself: Herbs, Health Foods and Your Zodiac. 177 pages. New Age Books/ MLBD, 2007 ISBN 978-8178222301
- Nicholas Culpeper: Semeiotica Uranica: Or an Astrological judgment of diseases from the decumbiture of the sick; 1. From Aven Ezra by way of introduction. 2. From Noel Duret by way of direction. Wherein is layd down, the way and manner of finding out the cause, change and end of a disease. 190 pages. Nathaniell Brooke, London 1651; edition 1655 (includes Ibn Ezra's Critical days) Digitalisat from Paulo Alexandre Silva （页面存档备份，存于）; new edition at Kessinger Publishing, 2004 ISBN 978-0766185784.

## 外部連結
- An Introduction to Decumbiture （页面存档备份，存于） (Dylan Warren-Davis 2006)
- Ivy Goldstein-Jacobson's Sick Boy Horary （页面存档备份，存于） (Maggie Hyde, 1995/ 2005)
- INTRODUCTION TO MEDICAL ASTROLOGY （页面存档备份，存于）
- Intuitive Integrative Healing Art （页面存档备份，存于）